# أولاد بوغادي الشرقية (أولاد بوغادي)
أولاد بوغادي الشرقية هي إحدى مشيخات المملكة المغربية، تتبع جغرافيا لإقليم خريبكة وإداريًا لأولاد بوغادي. يقدر عدد سكانها بـ 4,155 نسمة حسب الإحصاء الرسمي للسكان والسكنى لسنة 2004.